# Радченко Наталія Сергіївна
Ната́лія Сергі́ївна Ра́дченко (1914 , Таганрозький округ, Область Війська Донського, Російська імперія  — 1942 , Старобешеве, Старобешівський район, Сталінська область, Українська РСР, СРСР ) — українська радянська діячка, селянка. Депутат Верховної Ради УРСР 1-го скликання (1938–1942).

## Біографія
Народилася 1914 року в багатодітній родині селянина-бідняка на хуторі Мале Ребрикове, тепер у складі села Любівка, Старобешівський район, Донецька область, Україна. З дитячих років наймитувала в заможних селян.
У 1927–1930 роках — робітниця Кутейниківського цегляного заводу на Донбасі. У 1930–1933 роках — робітниця приміського радгоспу № 13 «Макіїввугілля». У 1933 році — колгоспниця колгоспної артілі «Правда» села Мале Ребрикове Старобешівського району.
З 1933 року — причіплювачка, трактористка жіночої тракторної бригади (яку очолювала Парасковія Ангеліна) Старобешівської машинно-тракторної станції (МТС) Старобешівського району Донецької області. У 1934 році закінчила півторамісячні курси із підвищення кваліфікації трактористів.
З 1936 року — бригадир жіночої тракторної бригади Покрово-Киреєвської машинно-тракторної станції Старобешівського району Донецької (Сталінської) області.
26 червня 1938 року обрана депутатом Верховної Ради УРСР 1-го скликання по Амвросіївській виборчій окрузі № 288 Сталінської області.
Під час німецько-радянської війни не евакуювалася, залишилася на окупованій території.
Розстріляна нацистами 1942 року в Старобешевому на Донбасі.

## Нагороди
- орден Трудового Червоного Прапора (30.12.1935)